# Хямяляйнен, Вениамин Анатольевич
Вениамин Анатольевич Хямяляйнен (род. 29 апреля 1949, пос. Коммунар, Хакасия) — советский и российский учёный, доктор технических наук, профессор Кузбасского государственного технического университета.

## Биография
Вениамин Анатольевич родился 29 апреля 1949 г. в рудничном посёлке Коммунар Ширинского района Хакасской автономной области Красноярского края. Родители – финны-ингерманландцы, уроженцы Ленинградской области, в апреле 1942 года были сосланы на золотодобывающий рудник Коммунар.
- В 1966 году Вениамин Анатольевич окончил с серебряной медалью Коммунарскую среднюю школу.
- В 1971 году оканчивает механико-математический факультет Томского государственного университета и по распределению направляется на работу в город Кемерово в институт «КузНИИшахтострой». Все 14 лет работы в КузНИИшахтострое работал в секторе экспериментальных исследований: сначала до 1972 года – младшим научным сотрудником, затем – старшим научным сотрудником, и с 1978 по 1985 гг. – заведующим сектором.
- В 1978 году защищает кандидатскую диссертацию в Московском горном институте по специальности «Шахтное и подземное строительство».
- В 1985 году был избран на должность доцента кафедры теоретической механики КузПИ.
- В 1992 году защитил докторскую диссертацию по специальностям «Физические процессы горного производства» и «Шахтное и подземное строительство».
- В 1994 году ему присвоено звание профессора.
- С 1999 года является действительным членом Российской академии естественных наук
- С 2003 по 2007 гг. Вениамин Анатольевич совмещал работу на кафедре с работой проректора по учебной работе и первого проректора. За этот небольшой срок при его непосредственном участии была проделана огромная работа по развитию вуза: открыты новые специальности, созданы новые структурные подразделения, получен международный сертификат СМК и т. п.[1]

## Научная деятельность
В. А. Хямяляйнен является разработчиком приоритетного направления науки и техники, которое можно сформулировать как «Разработка способов управления физическим состоянием массива горных пород для предотвращения прорывов воды и обрушения в горные выработки». Новизну этого направления подтверждают созданные в соавторстве изобретения. Результаты исследований реализованы на 12 угольных шахтах Кузбасса, 2 шахтах Восточного Донбасса, 2 шахтах Карагандинского угольного бассейна, 2 разрезах КАТЭКа и при строительстве Северо-Муйского тоннеля БАМа.
В настоящее время в составе научной школы кафедры под руководством Хямяляйнена В. А. более 35 человек, представители 8 кафедр: КузГТУ, КемГУ, КемНЦ СО РАН, КузНИИшахтостроя, НПЦ «Экотехника».

## Награды и премии
В. А. Хямяляйнен награждён орденом РАЕН В. Н. Татищева «За пользу отечеству», бронзовой медалью ВДНХ СССР, серебряной медалью им. В. И. Вернадского; знаками «Изобретатель СССР», «Почетный работник высшего профессионального образования России», «Почетный работник угольной промышленности», орденами «Шахтерская слава» III, II, I степени.
В 1998 году Хямяляйнену В. А. в соавторстве с коллегами присуждена Премия Правительства РФ за работу «Разработка и широкомасштабное внедрение новых высокоэффективных управляемых технологий формирования цементационных завес вокруг выработок для обеспечения безаварийной эксплуатации угольных шахт в условиях обводненных и нарушенных горных пород». В 2014 г. ему присвоено почетное звание «Лауреат премии Кузбасса».